# Cronémica
La cronémica es la concepción, estructuración y uso del tiempo que hace el ser humano, especialmente durante la comunicación. Su estudio constituye parte importante de la comunicación no verbal y depende principalmente del contexto social del individuo. Generalmente, un ejecutivo acostumbrado a un rápido ritmo de vida tratará de decir lo máximo en el menor tiempo posible; sin rodeos y hablando deprisa. En cambio, una persona habituada al ritmo tranquilo del campo empleará más tiempo, dando más detalles y hablando pausadamente.

## Elementos de la cronémica

### Cronémica conceptual
Se refiere al comportamiento y las creencias de las diferentes culturas con relación al concepto de tiempo, cómo lo entienden como concepto concreto o abstracto. Además, tiene que ver con las creencias sobre la distribución del tiempo en diferentes comunidades y qué influencia tienen en el comportamiento humano, como la manera de planificar el tiempo, cómo se distribuyen las tareas desde el punto de vista temporal.
Por último, conceptos como la puntualidad o impuntualidad, la tardanza, la concepción de un momento, mucho tiempo o una eternidad, o la actividad y la inactividad son todos ellos conceptos cronémicos que están reflejados también en el sistema lingüístico.

### Cronémica social
Se ocupa de aspectos como la duración de encuentros sociales en las reuniones, en las entrevistas de trabajo o en las visitas, en cómo se estructuran actividades como desayunar, almorzar, merendar, cenar o tomar el té, o la elección de las horas adecuadas para ciertas actividades sociales.

### Cronémica interactiva
El tiempo interactivo se refiere a la duración de los signos de otros sistemas comunicativos. Tiene un valor informativo o sirve para reforzar el significado de sus elementos porque especifica o cambia su significado. Cuando mayor o menor sea la longitud de sonidos, palabras, enunciados, gestos o pausas o la velocidad mayor o menor en la enunciación, unido todo ello a las connotaciones que tienen, derivan también en signos cronémicos.

## La cronémica en la cultura
Podemos distinguir dos tipos de cronémica según la cultura: las culturas monocrónicas y las culturas policrónicas.
En las culturas monocrónicas se centran en hacer una actividad en concreto durante un tiempo determinado y estricto. Centrarse en la tarea es fundamental y se debe terminar el trabajo más importante siempre primero. Debido al carácter estricto y rígido del tiempo en estas culturas, se destaca en gran medida la puntualidad, de tal forma que el no ser puntual  la hora de realizar la actividad encomendada, supondría una falta de respeto e interés al resto de compañeros, mientras que, las interacciones interpersonales en entornos profesionales y, a veces, personales a menudo se consideran irrelevantes o incluso indeseables. Los ejemplos más claros de estas culturas monocrónicas son Estados Unidos, Corea del Sur y Europa Central en su mayoría.
Sin embargo, las culturas policrónicas son completamente lo opuesto, tienen un enfoque más flexible del tiempo, las relaciones y el logro de objetivos son más importantes que la realización de tareas. Aquí priman las relaciones por encima de todo, tanto a nivel personal como profesional. La falta de interacción humana es claramente una falta de respeto, pero cuestiones como el cumplimiento estricto de un calendario o planes no lo son. La puntualidad está basada en la relación con la persona. Algunos ejemplos de esta cultura policrónica serían países de América del Sur, China, India o países de Oriente Medio.